# Bitwa pod Leśniowem Wielkim
Bitwa pod Leśniowem Wielkim, bitwa stoczona w toku wojny o sukcesję głogowską 24 lipca 1478 pomiędzy mieszczanami miast Krosno Odrzańskie, posiłkowanych przez niewielki oddział brandenburski a wiernymi księciu Janowi II mieszczanami Zielonej Góry, liczące ok. siły krośnieńskie wspierane przez mały poczet brandenburskich landsknechtów został zaskoczony i zaatakowany z 2 stron przez dobrze przygotowanych i liczniejszych zielonogórzan, zdecydowany opór stawili jedynie brandenburczycy, ale ich obronę złamał atak naprędce sformowanego oddziału chłopów z okolicznych wsi.